# 심다은 (가수)
심다은(본명: 심은정)은 대한민국의 가수이다.
이름:심은정
나이:2022년기준 잼민이
특징:생각보다 배려를 잘함,생각보다 착한듯하다

## 경력
- 2007년 그룹 '큰나래' 멤버

## 수상
- KBS가요제 최우수상
- 왕평가요제 최우수상
- 대구여성가요제 금상 수상
- 남인수가요제 입상

## 데뷔
- 2006년 노래 "산처녀"

## 음반
- 2006년 산처녀
- 2011년 똑같은 남자
- 2016년 심다은 1집
- 2018년 심다은 디스코라이브뮤직 1, 2집
- 2020년 그대만 보여